# 静岡北中学校・高等学校
静岡北中学校・高等学校（しずおかきたちゅうがっこう・こうとうがっこう）は、静岡県静岡市葵区瀬名五丁目にある私立中学校・高等学校。学校法人静岡理工科大学（袋井市）の系列校である。旧称、静岡県自動車工業高等学校。
創設は1963年（昭和38年）。在校生数は約1,400名。男子比率は70％。また、県内では3校目のスーパーサイエンスハイスクール（通称SSH）に認定された。

## 沿革
- 1940年 - 静岡県下の交通業界によって、静岡県自動車学校開設
- 1962年 - 法人名を学校法人静岡県自動車学園に改称
- 1963年 - 静岡県自動車工業高等学校開校（当時の住所表記：静岡市瀬名3240番地）、自動車工業科第一期生入学
- 1964年 - 工業経営科第一期生入学
- 1971年 - 交通工学科新設
- 1972年 - 情報処理科新設
- 1980年 - 静岡北高等学校に校名変更
- 1982年 - 普通科新設
- 1983年 - 交通工学科廃科
- 1984年 - 工業経営科・情報処理科廃科
- 1986年 - 普通科に進学コース設置
- 1988年 - 工業技術科新設
- 1990年 - 法人名を学校法人静岡理工科大学に改称、理数科新設
- 1991年 - 普通科にコース制設置
- 1993年 - 自動車工学科・工業技術科廃科
- 2000年 - 国際コミュニケーション科新設
- 2001年 - 普通科に高大一貫コース設置
- 2007年 - スーパーサイエンスハイスクールに指定（指定期間は5年間）
- 2010年 - 「静岡北中学校」開校・普通科体育コース廃止
- 2013年 - 創立50周年の事業の一つ、人工芝グラウンド完成

## 校訓
- 「質実剛健」
  - 「質」は 質朴 、「実」は誠実の意味で、「質実」は飾り気がなく、まじめなこと。「剛健」は心やからだが強く、たくましいことを表す。
- 「創意実践」
  - 経験・技能・知識を活用して、事故や災害の防止について新しい見方や方法を考え出し、実践につなげていくことを表す。

## 各学科、コース
- 理数科　2007年に上記のとおりスーパーサイエンスハイスクールに指定されたこともありさらなる発展が期待される。2年次より文理選択を行う。
- 国際コミュニケーション科　世界で活躍できる国際感覚を養う。イングリッシュサマーキャンプ、海外研修、茶道講座、外国人教師の常駐など特色ある科である。
- 高専一貫コース（普通科）

2年次から選択可能のコース。情報分野、デザイン分野、自動車分野の3種類がある。高校在学中から専門分野の知識や技術を身につけることが可能なコース。週2日各専門学校に通い授業を受けることができるコースである。
静岡産業技術専門学校
静岡デザイン専門学校
静岡工科自動車大学校

### 部活動

#### 運動部
野球部　自転車競技部　テニス部　サッカー部　陸上競技部　空手道部　バスケットボール部　バドミントン部　剣道部　柔道部　卓球部　バレーボール部　ソフトボール部　合気道部　チアリーディング部　ゴルフ部

#### サッカー部＆野球部の活躍
- 1972 サッカー部　全国高校総体県大会準優勝
- 1972 サッカー部　全国高校選手権県大会準優勝
- 1973 サッカー部　全国高校総体県大会優勝　全国高校総体出場
- 1973 野球部　全国高校野球選手権県大会準優勝
- 1973 野球部　袴田英利（捕手）ドラフト会議ロッテオリオンズ３位指名拒否　法政大学進学
- 1975 野球部　【第6回明治神宮大会出場】　札幌商業、日大一高、佐賀商業を破り決勝戦に進出。決勝戦では徳島商業と対戦し敗退、準優勝の成績をおさめる。
- 1977 サッカー部　全国高校総体県大会優勝　全国高校総体出場ベスト８
- 1977 野球部OB袴田英利（法政大学捕手）ドラフト会議ロッテオリオンズ１位指名入団
- 1979 野球部　長嶋清幸（外野手）ドラフト外交渉成立（広島東洋カープ入団）
- 1980 野球部　秋季県大会準優勝　東海大会出場
- 1985 サッカー部　全国高校総体県大会優勝　全国高校総体出場

#### 文化部
JRC部　書道部　吹奏楽部　将棋囲碁部　新聞部　科学部　アニメーション部　英語部　電算部　美術部　茶道部　華道部　写真部
科学部の活躍
毎年、米国で開催される世界約70の国と地域から1500人以上の学生が参加する世界最大の科学コンテストであるRegeneron International Science and Engineering Fair(ISEF)をはじめ、Taiwan International Science Fair(TISF)などの国際科学技術コンテストに出場している。
- ISEF2016　出場
- ISEF2021　エジソン・インターナショナル賞１等　受賞
- ISEF2022　出場
- ISEF2023　Special Award　上海青少年科学教育社賞　受賞
- ISEF2024　出場、TISF2024　化学部門１等賞　受賞
- ISEF2025　出場

## アクセス
- しずてつジャストライン竜爪山線・草薙瀬名新田線 ｢静岡北高入口｣停留所から、徒歩2分

## SISTグループ
SISTグループとは静岡理工科大学系列の学校の通称である。ここでは静岡北高以外の学校を紹介する。
- 静岡理工科大学
- 沼津情報・ビジネス専門学校
- 静岡産業技術専門学校
- 浜松情報専門学校
- 星陵中学校・高等学校（静岡県）
- 静岡デザイン専門学校
- 静岡インターナショナル・エア・リゾート専門学校
- 専門学校浜松デザインカレッジ
- 浜松日本語学院

## 著名な出身者
- 保阪尚希（俳優）※明大中野高校定時制へ編入
- 袴田英利（プロ野球選手）
- 長嶋清幸（プロ野球選手）
- 望月一仁（サッカー選手）
- 今井雅隆（サッカー選手）
- ジェルソン・アントニオ・ポルト（サッカー選手）
- 朝倉徳明 (サッカー選手)
- 入江徹（サッカー選手）
- 平山智規（サッカー選手）
- 長橋康弘（サッカー選手）
- 伊藤優津樹（サッカー選手）
- 石舘靖樹（サッカー選手）
- 村本大輔（競輪選手）
- 石橋慎太郎（競輪選手）
- 栗田直紀（射撃選手）
- りんたろー。（お笑い芸人）
- 杉本真子（SBSテレビ女子アナウンサー）
- 相馬　理（アイドルタレント）